# Александр Александрийский
Папа Александр Александрийский (? — 17 апреля 326) — епископ Александрийской церкви, 19-й папа Александрийский с 313 года до своей смерти. Был активным участником богословских споров своего времени: о времени празднования Пасхи, действиях Мелетия Ликопольского и борьбе с арианством. Был вождём оппозиции в отношении Ария на Первом Вселенском соборе в 325 году, на котором председательствовал.
Был наставником своего преемника на кафедре — Афанасия Александрийского.
Почитается в лике святителя в Православной, Римско-католической и Коптской церквах.

## Переводы богословских сочинений
- Александр Александрийский. Похвальное слово о св. Петре Александрийском. // Журнал Московской Патриархии, 10, 1979. С. 71-75.